# 明智光継
明智 光継（あけち みつつぐ）は、戦国時代の武士。明智頼尚の子。明智 頼典と同一人物とされる。美濃国長山城主。

## 生涯
長山城主として東美濃の明智荘を治めていた。明智一族が歴史に名を記すのはこの光継の代あたりからである。土岐氏の勢力が残る美濃において、斎藤道三が台頭するとこれに属し、まだ幼い娘であった小見の方を道三に人質という形で差し出している。この姫はのちに道三正室となって、織田信長正室である濃姫を出産した。
伝によると永正5年（1508年）、従五位下駿河守となっている。また大永5年（1525年）入道して一関斎宗善と号した。

## 系譜
- 父：明智頼尚
- 母：揖斐基春娘
- 正室：武田信豊娘
  - 男子：明智光安（1500-1556）
- 生母不明の子女
  - 男子：明智光綱（1497-1535）
  - 男子：山岸光信
  - 男子：明智光久
  - 男子：原光広
  - 男子：明智光廉
  - 女子：小見の方（1513-1551） - 斎藤道三継室